# Löwenbrunnen (Zürich)

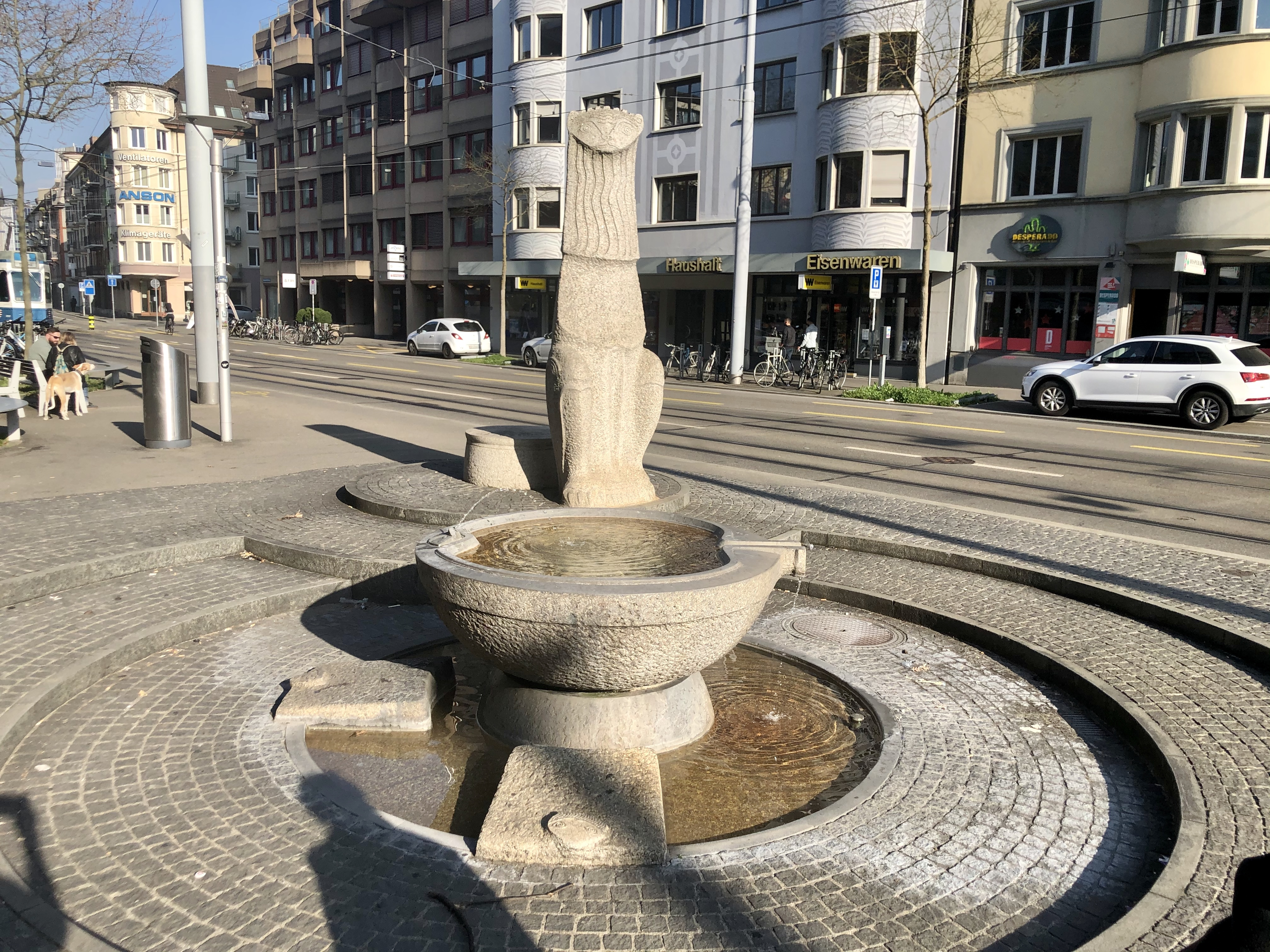
Der Löwenbrunnen

Der Löwenbrunnen ist ein Brunnen auf dem Schmiedeplatz im Zürcher Stadtteil Wiedikon. Im Brunnenguide der Stadt Zürich trägt er die Nummer 1167.

## Geschichte und Beschreibung
Der Brunnen wurde 1993 anlässlich des hundertjährigen Jubiläums der Eingemeindung Wiedikons errichtet. Der Bildhauer Daniele Trebucchi stellte einen «Zürcher Leu» dar, der der Innenstadt von Zürich den Rücken zukehrt und sich vor dem Wiediker Apfel verneigt. Der Schmiedeplatz ist das einstige Dorfzentrum von Wiedikon. Die Brunnenanlage ist 3,20 Meter hoch und wurde aus rosa Granit aus Sardinien geschaffen. Trebucchi bezeichnete seinen Löwen als «ein liebes Tier mit Witz».